# ادم خان کیلی
ادم خان کیلی (به انگلیسی: Adam Khan Kili) در پاکستان است که در مناطق قبیله‌ای فدرال واقع شده‌است.

## خصوصیات
ادم خان کیلی ۶۷۷ متر بالاتر از سطح دریا واقع شده‌است.